# Leptopelis parvus
Leptopelis parvus es una especie de anfibios de la familia Arthroleptidae.
Es endémica de República Democrática del Congo.
Su hábitat natural incluye sabanas húmedas, pantanos, marismas de agua fresca y corrientes intermitentes de agua.